# 최재혁 (음악가)
최재혁(1975년 4월 1일 ~ )은 대한민국의 록 밴드 옐로우 몬스터즈의 드러머이다. 1998년 델리스파이스 정규 2집 《델리의 집으로 오세요》로 데뷔했으며, 2006년 델리 스파이스 정규 6집 《BomBom》이 발매될때까지 델리스파이스의 드러머로 활동하였다. 2005년에는 윤준호, 고경천과 함께 오메가 3를 결성해 활동했다. 2010년 록 밴드 옐로우 몬스터즈에서 드럼을 연주하고 있다.